# Catoria olivescens
Catoria olivescens är en fjärilsart som beskrevs av Moore 1888. Catoria olivescens ingår i släktet Catoria och familjen mätare. Inga underarter finns listade i Catalogue of Life.